# Familjen Macahan
Familjen Macahan (engelska: How the West Was Won eller The Macahans) är en amerikansk westernserie från 1976–1979 med James Arness, Eva Marie Saint, Fionnula Flanagan, Bruce Boxleitner och Richard Kiley i huvudrollerna. Serien är löst baserad och en spinoff på långfilmen Så vanns vilda västern från 1962.
Serien har framför allt nått stor framgång i Europa, där den har hittat en större och mer varaktig publik än i USA. Den har repriserats flera gånger på olika europeiska TV-kanaler, bland annat i Frankrike, Tyskland, Italien, Norge och Sverige. I Sverige visades serien första gången 1978 i TV1 och har visats i repris ett flertal gånger sedan dess, senast 2002.
Den har även visats på TV3 under 2003, 2005 och 2011 samt flera gånger på TV4 Guld, senast 2017.

## Handling
Serien handlar om familjen Macahans öden och äventyr, med start kring det amerikanska inbördeskriget 1861 och åren fram till 1870. 
Pionjären Zeb Macahan hjälper sin brors familj förflytta sig till vilda västern, en lång färd genom osäkra områden. De stöter också på många olika hinder längs vägen, inklusive utbrottet av det amerikanska inbördeskriget. Detta resulterar i att fadern, Tim Macahan, måste återvända för att slåss i kriget och lämnar därmed familjen att fortsätta vidare på egen hand, med stöd av Zeb.

## Om serien
Familjen Macahan består av 25 avsnitt fördelade på ett pilotavsnitt och tre omgångar. Pilotavsnittet visades första gången i USA 1976 som en två timmar lång tv-film. Originaltiteln var då The Macahans, och vissa av rollfigurerna har här andra namn än i fortsättningen av serien. Första riktiga omgången av serien sändes 1977, men nu under namnet How the West Was Won, och är en följetong i tre avsnitt som vardera är cirka 90 minuter lång. De följdes upp av en längre andra omgång bestående av 10 avsnitt, som sändes första gången 1978. Tredje och sista omgången kom 1979 och består av 11 fristående avsnitt. I en intervju berättade James Arness (Zeb) att serien hade fått fler säsonger om inte han varit tvungen att hoppa av för att operera sitt ben.
Serien hade svensk premiär 16 september 1978 och blev mycket populär.[källa behövs] Duane Loken, som spelade indianen Vargtass i ett avsnitt, blev mycket populär i Sverige och fick spela in en singel. Loken förblev dock totalt okänd i USA.

## Huvudroller
- Zebulon "Zeb" Macahan, spelad av James Arness: Den ständigt resande hårdingen som inte drar sig för något då det gäller liv eller död eller för att skydda sin familj och vänner. Han är farbror till Macahan-barnen och har tidigare varit gift med en cherokeeindianska med vilken han hade en son; båda omkom dock vid en brand. Bland indianerna är han känd som White Eagle och lever efter mottot: "Never quit, never lie, never apologize" (Aldrig ge upp, aldrig ljuga, aldrig be om ursäkt).
- Katherine "Kate" Macahan, spelad av Eva Marie Saint: Barnens mor som bekymrar sig över Zebs leverne. Har en stark gudstro. Omkom i en brand (mellan avsnitt fyra och fem). Hennes mormor kom från Irland.
- Timothy "Tim" Macahan, spelad av Richard Kiley: Äldre bror till Zeb. Drömde om att resa västerut men dog under inbördeskriget 1862 som ofrivillig soldat under slaget vid Shiloh i Tennessee.
- Molly Culhane, spelad av Fionnula Flanagan: En mycket präktig moster till barnen, men är också väldigt rättvis. Bodde tidigare i Chicago. Likt sin syster gillar hon inte Zebs äventyr särskilt mycket.
- Luke Macahan, spelad av Bruce Boxleitner: Född 1843. Brukar liksom sin farbror Zeb resa mycket. Är i princip alltid på flykt undan rättvisan (som inte är så rättvis med tanke på att Luke är oskyldig). I pilotavsnittet heter karaktären Seth i förnamn.
- Laura Macahan, spelad av Kathryn Holcomb: Född 1846. Syster till Luke, som bland annat blir kär och förlovad med en äldre mormon samt Frank Grayson.
- Joshua "Josh" Macahan, spelad av William Kirby Cullen: Yngre bror till Luke och Laura, som liksom sin farbror och bror vill ut på äventyr. I pilotavsnittet heter karaktären Jed i förnamn.
- Jessica "Jessie" Macahan, spelad av Vicki Schreck: Yngsta barnet i familjen Macahan. Gifter sig nästan med en brottsling, men han dödas alldeles före bröllopet.
- Joseph Macahan, spelad av Frank Ferguson: Far till Timothy och Zebulon. Född 1787 och dog under amerikanska inbördeskriget 1861 när övriga i familjen hade rest västerut.
- Mattie Macahan, spelad av Ann Doran: Mor till Timothy och Zebulon. Född 1789 och dog samtidigt som Joseph under inbördeskriget 1861.

## Övriga roller i urval
- Lloyd Bridges – Sheriff Orville Gant (spelad av Ken Curtis i säsong 3)
- Ricardo Montalban – Satangkai, sioux-hövding.
- Elyssa Davalos – Hillary Gant, Orvilles dotter och Lukes fästmö.
- Brit Lind – Erika Hanks, simonit som blir kär i Luke.
- Jared Martin – Frank Grayson, revolverman och fiende till Luke.
- Tim Matheson – Curt Grayson, vän till Luke. Revolverman och Franks bror. Var med i ett banditgäng och lärde Luke att skjuta.
- Peter Hansen – Major Drake, major inom armén, vän till Zeb.
- Duane Loken – Vargtass
- Harris Yulin – Deek Peasley, fiende till Zeb. Före detta guldgrävare och ledare av ett skalperingsgäng. Blir bekant med Molly och Jessie.
- Slim Pickens – Tap Henry, god vän till Zeb.
- Anthony Zerbe – Martin Grey, prisjägare som är efter Luke.
- Michael Conrad – Marshal Russell, lömsk sheriff som avser att sätta dit Luke.
- Don Murray – Jim Anderson, laglös som blir bekant med Kate.
- Vera Miles – Beth Harrison, före detta fästmö till Zeb.
- Richard Basehart – Överste Flint, före detta militär som driver ett rövarband.
- Warren J. Kemmerling – Judge Rensen, domare som försöker hjälpa Luke.
- Ed Lauter – Martin Stillman, före detta sheriff som blivit skjuten av Luke och som gör allt för att få honom dömd för mordförök

## DVD-utgåvor
DVD-utgåvan som släppts i Skandinavien är hittills den enda utgåvan av denna TV-serie. I Norden blev den en succé, men i USA blev den aldrig någon populärare serie. Därför blev det endast 3 säsonger av den. Serien är släppt i totalt 5 boxar. 
Den första utgåvan var inte remastrad. 21 november 2012 släpptes serien i en komplett box (remastrad utgåva). Varje box av den remastrade utgåvan har också släppts separat, box 1 den 31 augusti 2012 och box 2–5 den 25 september 2012. 
| Box   | Avsnitt | Releasedatum Sverige |                          |
| ----- | ------- | -------------------- | ------------------------ |
| Box 1 | 4       | 25 november 2009     | Inklusive pilotavsnittet |
| Box 2 | 5       | 24 februari 2010     |                          |
| Box 3 | 5       | 12 maj 2010          |                          |
| Box 4 | 5       | 8 september 2010     |                          |
| Box 5 | 6       | 1 december 2010      |                          |